# Olimpia delle Tofane
Die Olimpia delle Tofane (oft kurz als „Tofana“ bezeichnet) ist eine Skirennstrecke in Cortina d’Ampezzo. Auf ihr wurde die Herren-Abfahrt der Olympischen Winterspiele 1956 ausgetragen. Seit 1974 ist sie regelmäßig Schauplatz von Weltcuprennen der Damen. Ebenso wurden hier Rennen der Weltmeisterschaften 2021 ausgetragen.

## Geschichte
Bei den Olympischen Winterspielen 1956 gewann Toni Sailer auf der Olimpia delle Tofane die Goldmedaille in der Abfahrt vor Raymond Fellay und Andreas Molterer. Ab 1969 fanden in unregelmäßigen Abständen Weltcuprennen der Damen und Herren auf dieser Piste statt. Während die Herren im Weltcup 1969 zuletzt hier angetreten sind, war die Tofana Mitte der 1970er-Jahre erstmals Austragungsort von Weltcuprennen der Damen und ist für diese seit 1993 ein Fixpunkt im Weltcupkalender. Meist werden mindestens drei Rennen in den Disziplinen Abfahrt, Super-G und Riesenslalom gefahren. Die erfolgreichste Athletin ist Lindsey Vonn, die auf der Olimpia delle Tofane zwölf Weltcupsiege feiern konnte. Sie löste am 24. Januar 2016 die langjährige Rekordsiegerin Renate Götschl ab, der 10 Siege auf der Tofana gelangen.

## Streckenführung

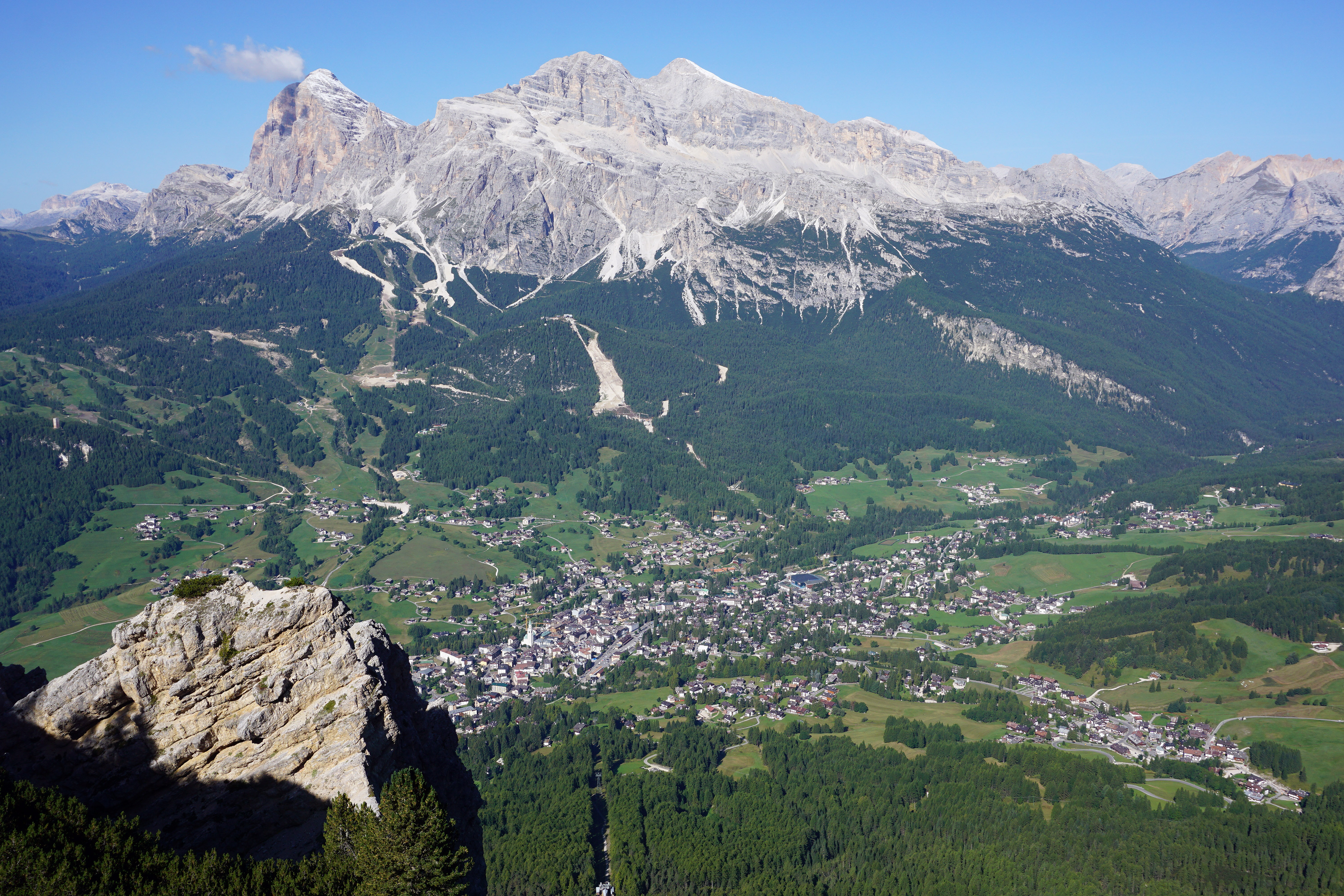
Tofane-Abfahrt links neben dem Col Drusciè oberhalb von Cortina

Der Start der Abfahrt liegt unterhalb des Dreigestirns der Tofanen bei der Schutzhütte Rifugio Pomedes. Die erste markante Stelle ist der Tofanaschuss, ein sehr steiler Hang neben einem großen Felsen. An der Rechtskurve beim Rifugio Duca d'Aosta wird der Super-G gestartet. Von hier an führt die Piste durch bewaldetes Gebiet. Nach einer Linkskurve mit einem Sprung folgen die beiden Geländeübergänge Primo Muro und Secondo Muro mit dem Riesenslalom-Start, die Traverse Diagonale und die S-Kurve La grande S, eine weitere Schlüsselstelle. Bei der Passage Bus de ra Pales verlässt die Strecke wieder den Wald. Bis zum Ziel folgen noch je eine langgezogene Links- und Rechtskurve.

## Podestplatzierungen Damen

### Abfahrt
| Saison  | Datum      | Siegerin                        | 2. Platz             | 3. Platz                |
| ------- | ---------- | ------------------------------- | -------------------- | ----------------------- |
| 1974/75 | 12.12.1974 | Annemarie Moser-Pröll           | Cindy Nelson         | Wiltrud Drexel          |
| 1975/76 | 16.12.1975 | Evi Mittermaier                 | Brigitte Totschnig   | Bernadette Zurbriggen   |
| 1976/77 | 15.12.1976 | Annemarie Moser-Pröll           | Elena Matous         | Brigitte Totschnig      |
| 1992/93 | 09.01.1993 | Regina Häusl                    | Heidi Zurbriggen     | Katja Seizinger         |
| 1992/93 | 15.01.1993 | Katja Seizinger                 | Carole Merle         | Barbara Sadleder        |
| 1993/94 | 14.01.1994 | Katja Seizinger                 | Veronika Wallinger   | Kate Pace               |
| 1994/95 | 20.01.1995 | Michaela Gerg                   | Picabo Street        | Katja Seizinger         |
| 1994/95 | 22.01.1995 | Picabo Street                   | Barbara Merlin       | Katja Seizinger         |
| 1995/96 | 19.01.1996 | Picabo Street                   | Pernilla Wiberg      | Isolde Kostner          |
| 1995/96 | 20.01.1996 | Isolde Kostner                  | Picabo Street        | Renate Götschl          |
| 1996/97 | 23.01.1997 | Isolde Kostner Heidi Zurbriggen |                      | Katja Seizinger         |
| 1997/98 | 22.01.1998 | Isolde Kostner                  | Renate Götschl       | Florence Masnada        |
| 1998/99 | 21.01.1999 | Régine Cavagnoud                | Isolde Kostner       | Hilde Gerg              |
| 1999/00 | 22.01.2000 | Régine Cavagnoud                | Tanja Schneider      | Mojca Suhadolc          |
| 2000/01 | 19.01.2001 | Isolde Kostner                  | Heidi Zurbriggen     | Régine Cavagnoud        |
| 2001/02 | 26.01.2002 | Renate Götschl                  | Isolde Kostner       | Daniela Ceccarelli      |
| 2002/03 | 18.01.2003 | Renate Götschl                  | Kirsten Lee Clark    | Michaela Dorfmeister    |
| 2003/04 | 17.01.2004 | Hilde Gerg                      | Renate Götschl       | Carole Montillet        |
| 2003/04 | 18.01.2004 | Carole Montillet                | Renate Götschl       | Lindsey Vonn            |
| 2004/05 | 15.01.2005 | Renate Götschl                  | Janica Kostelić      | Lindsey Vonn            |
| 2004/05 | 16.01.2005 | Michaela Dorfmeister            | Renate Götschl       | Hilde Gerg              |
| 2005/06 | 28.01.2006 | Renate Götschl                  | Julia Mancuso        | Elisabeth Görgl         |
| 2006/07 | 20.01.2007 | Renate Götschl                  | Julia Mancuso        | Marie Marchand-Arvier   |
| 2007/08 | 19.01.2008 | Lindsey Vonn                    | Anja Pärson          | Emily Brydon            |
| 2008/09 | 24.01.2009 | Dominique Gisin                 | Lindsey Vonn         | Anja Pärson             |
| 2009/10 | 23.01.2010 | Lindsey Vonn                    | Maria Höfl-Riesch    | Nadja Kamer Anja Pärson |
| 2010/11 | 22.01.2011 | Maria Höfl-Riesch               | Julia Mancuso        | Lindsey Vonn            |
| 2011/12 | 14.01.2012 | Daniela Merighetti              | Lindsey Vonn         | Maria Höfl-Riesch       |
| 2012/13 | 19.01.2013 | Lindsey Vonn                    | Tina Maze            | Leanne Smith            |
| 2013/14 | 24.01.2014 | Maria Höfl-Riesch               | Tina Weirather       | Nicole Schmidhofer      |
| 2013/14 | 25.01.2014 | Tina Maze                       | Marianne Abderhalden | Tina Weirather          |
| 2014/15 | 16.01.2015 | Elena Fanchini                  | Larisa Yurkiw        | Viktoria Rebensburg     |
| 2014/15 | 18.01.2015 | Lindsey Vonn                    | Elisabeth Görgl      | Daniela Merighetti      |
| 2015/16 | 23.01.2016 | Lindsey Vonn                    | Larisa Yurkiw        | Lara Gut-Behrami        |
| 2016/17 | 28.01.2017 | Lara Gut-Behrami                | Sofia Goggia         | Ilka Štuhec             |
| 2017/18 | 19.01.2018 | Sofia Goggia                    | Lindsey Vonn         | Mikaela Shiffrin        |
| 2017/18 | 20.01.2018 | Lindsey Vonn                    | Tina Weirather       | Jacqueline Wiles        |
| 2018/19 | 18.01.2019 | Ramona Siebenhofer              | Ilka Štuhec          | Stephanie Venier        |
| 2018/19 | 19.01.2019 | Ramona Siebenhofer              | Nicole Schmidhofer   | Ilka Štuhec             |
| WM 2021 | 13.02.2021 | Corinne Suter                   | Kira Weidle          | Lara Gut-Behrami        |
| 2021/22 | 22.01.2022 | Sofia Goggia                    | Ramona Siebenhofer   | Ester Ledecká           |
| 2022/23 | 20.01.2023 | Sofia Goggia                    | Ilka Štuhec          | Kira Weidle             |
| 2022/23 | 21.01.2023 | Ilka Štuhec                     | Kajsa Vickhoff Lie   | Elena Curtoni           |
| 2024/25 | 18.01.2025 | Sofia Goggia                    | Kajsa Vickhoff Lie   | Federica Brignone       |

### Super-G
| Saison  | Datum      | Siegerin                      | 2. Platz              | 3. Platz              |
| ------- | ---------- | ----------------------------- | --------------------- | --------------------- |
| 1992/93 | 16.01.1993 | Ulrike Maier                  | Carole Merle          | Sylvia Eder           |
| 1993/94 | 15.01.1994 | Katja Seizinger               | Ulrike Maier          | Kerrin Lee-Gartner    |
| 1993/94 | 17.01.1994 | Pernilla Wiberg Alenka Dovžan |                       | Ulrike Maier          |
| 1996/97 | 25.01.1997 | Isolde Kostner                | Pernilla Wiberg       | Katja Seizinger       |
| 1997/98 | 23.01.1998 | Mélanie Suchet                | Regina Häusl          | Karen Putzer          |
| 1997/98 | 24.01.1998 | Katja Seizinger               | Renate Götschl        | Isolde Kostner        |
| 1998/99 | 22.01.1999 | Renate Götschl                | Martina Ertl          | Régine Cavagnoud      |
| 2000/01 | 20.01.2001 | Régine Cavagnoud              | Mélanie Turgeon       | Renate Götschl        |
| 2001/02 | 15.01.2002 | Hilde Gerg                    | Renate Götschl        | Alexandra Meissnitzer |
| 2002/03 | 15.01.2003 | Carole Montillet              | Renate Götschl        | Hilde Gerg            |
| 2002/03 | 17.01.2003 | Renate Götschl                | Alexandra Meissnitzer | Mélanie Turgeon       |
| 2003/04 | 14.01.2004 | Geneviève Simard              | Maria Höfl-Riesch     | Hilde Gerg            |
| 2003/04 | 16.01.2004 | Renate Götschl                | Martina Ertl          | Hilde Gerg            |
| 2004/05 | 12.01.2005 | Renate Götschl                | Martina Ertl          | Hilde Gerg            |
| 2004/05 | 14.01.2005 | Renate Götschl                | Lindsey Vonn          | Silvia Berger         |
| 2005/06 | 27.01.2006 | Anja Pärson                   | Julia Mancuso         | Lindsey Vonn          |
| 2006/07 | 19.01.2007 | Julia Mancuso                 | Nicole Hosp           | Renate Götschl        |
| 2007/08 | 20.01.2008 | Maria Holaus                  | Julia Mancuso         | Nicole Hosp           |
| 2007/08 | 21.01.2008 | Maria Höfl-Riesch             | Elisabeth Görgl       | Renate Götschl        |
| 2008/09 | 26.01.2009 | Jessica Lindell-Vikarby       | Anna Fenninger        | Andrea Dettling       |
| 2009/10 | 20.01.2010 | Lindsey Vonn                  | Fabienne Suter        | Anja Pärson           |
| 2010/11 | 21.01.2011 | Lindsey Vonn                  | Anja Pärson           | Anna Fenninger        |
| 2010/11 | 23.01.2011 | Lindsey Vonn                  | Maria Höfl-Riesch     | Lara Gut-Behrami      |
| 2011/12 | 15.01.2012 | Lindsey Vonn                  | Maria Höfl-Riesch     | Tina Maze             |
| 2012/13 | 20.01.2013 | Viktoria Rebensburg           | Nicole Schmidhofer    | Tina Maze             |
| 2013/14 | 23.01.2014 | Elisabeth Görgl               | Maria Höfl-Riesch     | Nicole Hosp           |
| 2013/14 | 26.01.2014 | Lara Gut-Behrami              | Tina Weirather        | Maria Höfl-Riesch     |
| 2014/15 | 19.01.2015 | Lindsey Vonn                  | Anna Fenninger        | Tina Weirather        |
| 2015/16 | 24.01.2016 | Lindsey Vonn                  | Tina Weirather        | Viktoria Rebensburg   |
| 2016/17 | 29.01.2017 | Ilka Štuhec                   | Sofia Goggia          | Anna Fenninger        |
| 2017/18 | 21.01.2018 | Lara Gut-Behrami              | Johanna Schnarf       | Nicole Schmidhofer    |
| 2018/19 | 20.01.2019 | Mikaela Shiffrin              | Tina Weirather        | Tamara Tippler        |
| WM 2021 | 11.02.2021 | Lara Gut-Behrami              | Corinne Suter         | Mikaela Shiffrin      |
| 2021/22 | 23.01.2022 | Elena Curtoni                 | Tamara Tippler        | Michelle Gisin        |
| 2022/23 | 22.01.2023 | Ragnhild Mowinckel            | Cornelia Hütter       | Marta Bassino         |
| 2023/24 | 28.01.2024 | Lara Gut-Behrami              | Stephanie Venier      | Romane Miradoli       |
| 2024/25 | 19.01.2025 | Federica Brignone             | Lara Gut-Behrami      | Corinne Suter         |

### Riesenslalom
| Saison  | Datum      | Siegerin              | 2. Platz                    | 3. Platz                 |
| ------- | ---------- | --------------------- | --------------------------- | ------------------------ |
| 1992/93 | 10.01.1993 | Carole Merle          | Anita Wachter               | Deborah Compagnoni       |
| 1993/94 | 16.01.1994 | Anita Wachter         | Deborah Compagnoni          | Leila Piccard            |
| 1994/95 | 23.01.1995 | Anita Wachter         | Vreni Schneider             | Špela Pretnar            |
| 1995/96 | 21.01.1996 | Anita Wachter         | Erika Hansson               | Katja Seizinger          |
| 1996/97 | 26.01.1997 | Deborah Compagnoni    | Katja Seizinger             | Sonja Nef                |
| 1997/98 | 25.01.1998 | Martina Ertl          | Katja Seizinger             | Sophie Lefranc-Duvillard |
| 1998/99 | 24.01.1999 | Alexandra Meissnitzer | Martina Ertl                | Anita Wachter            |
| 1999/00 | 23.01.2000 | Anna Ottosson         | Birgit Heeb Allison Forsyth |                          |
| 2000/01 | 21.01.2001 | Sonja Nef             | Allison Forsyth             | Michaela Dorfmeister     |
| 2001/02 | 27.01.2002 | Stina Hofgård Nilsen  | Andrine Flemmen             | Karen Putzer             |
| 2002/03 | 19.01.2003 | Anja Pärson           | Janica Kostelić             | Karen Putzer             |
| 2005/06 | 29.01.2006 | Nicole Hosp           | Geneviève Simard            | Elisabeth Görgl          |
| 2006/07 | 21.01.2007 | Karen Putzer          | Julia Mancuso               | Denise Karbon            |
| 2008/09 | 25.01.2009 | Kathrin Zettel        | Michaela Kirchgasser        | Elisabeth Görgl          |
| 2009/10 | 24.01.2010 | Tanja Poutiainen      | Viktoria Rebensburg         | Kathrin Hölzl            |
| WM 2021 | 18.02.2021 | Lara Gut-Behrami      | Mikaela Shiffrin            | Katharina Liensberger    |

## Podestplatzierungen Herren

### Abfahrt
| Saison  | Datum      | Sieger       | 2. Platz           | 3. Platz         |
| ------- | ---------- | ------------ | ------------------ | ---------------- |
| OS 1956 | 03.02.1956 | Toni Sailer  | Raymond Fellay     | Andreas Molterer |
| 1968/69 | 09.02.1969 | Josef Minsch | Jean-Pierre Augert | Peter Rohr       |

### Super-G
| Saison  | Datum      | Sieger         | 2. Platz                | 3. Platz            |
| ------- | ---------- | -------------- | ----------------------- | ------------------- |
| 2022/23 | 28.01.2023 | Marco Odermatt | Aleksander Aamodt Kilde | Mattia Casse        |
| 2022/23 | 29.01.2023 | Marco Odermatt | Dominik Paris           | Daniel Hemetsberger |